# Musikjahr 2005
Liste der Musikjahre

◄◄ | ◄ | 2001 | 2002 | 2003 | 2004 | Musikjahr 2005 | 2006 | 2007 | 2008 | 2009 | ► | ►►

Weitere Ereignisse
Dieser Artikel behandelt das Musikjahr 2005.

## Ereignisse

### Populäre Musik und Jazz
- 07. Januar: Kenny Burrell, Paquito D’Rivera, Slide Hampton, Shirley Horn, Artie Shaw, Jimmy Smith und George Wein werden in Longbeach (Kalifornien) mit der NEA Jazz Masters Fellowship ausgezeichnet.
- 09. Januar: Gwen Stefani veröffentlicht die Single "Hollaback Girl" aus ihrem Album Love. Angel. Music. Baby., die später ein weltweiter Hit wird.
- 31. Januar: The Game veröffentlicht sein Debütalbum The Documentary, das sowohl kommerziell als auch von der Kritik gefeiert wird.
- 13. Februar: Die 47. Grammy Awards finden statt. Ray Charles gewinnt acht posthume Grammys für sein Album Genius Loves Company.
- 25. Februar: Madonna beginnt ihre Re-Invention World Tour in Los Angeles.
- 03. März: 50 Cent veröffentlicht sein zweites Studioalbum The Massacre, das ein großer kommerzieller Erfolg wird und mehrere Singles hervorbringt.
- 05. April: Mariah Carey veröffentlicht ihr zehntes Studioalbum The Emancipation of Mimi, das sich als Comeback-Album erweist und weltweit großen Erfolg hat.
- 14. Mai: Der Eurovision Song Contest 2005 findet in Kiew, Ukraine, statt. Helena Paparizou aus Griechenland gewinnt mit dem Song My Number One.
- 13. bis 16. Mai: Beim Moers Festival treten Louis Sclavis ebenso wie Femi Kuti und die Originalbesetzung von Pere Ubu auf.
- 11. Juni: Coldplay veröffentlicht ihr drittes Studioalbum X&Y, das sowohl kommerziell als auch von der Kritik gefeiert wird.
- 13. Juni: Der Popstar Michael Jackson wird vor Gericht von den Geschworenen in Santa Monica in allen zehn Anklagepunkten wegen sexueller Belästigung eines Kindes freigesprochen.
- 28. Juni: Rihanna veröffentlicht ihre Debütsingle Pon de Replay, die ein internationaler Hit wird.
- 02. Juli: An zehn verschiedenen Orten gleichzeitig findet unter dem Motto Make Poverty History von Bob Geldof und Bono organisiert das Live-8-Konzert statt. Der Name lehnt sich an das Live-Aid-Konzert von 1985 an.
- 12. September: Kanye West veröffentlicht sein zweites Studioalbum Late Registration, das sowohl kommerziell als auch von der Kritik gefeiert wird.
- 20. September: Depeche Mode veröffentlicht die Single "Precious" als Vorbote ihres Albums Playing the Angel.
- 17. Oktober: Madonna veröffentlicht die Single "Hung Up", die weltweit erfolgreich wird.
- 01. November: Rubén Blades erhält die Ehrendoktorwürde des Berklee College of Music.
- 03. November: Depeche Mode starten im St. Pete Times Forum in Tampa ihre weltweite Touring the Angel Konzerttournee. Die Tournee endet nach 125 Konzerten am 1. August 2006 in Malakása, Griechenland.
- 05. November: Ulrich Gumpert wird mit dem Albert-Mangelsdorff-Preis ausgezeichnet.
- 08. November: Shakira veröffentlicht ihr Album Oral Fixation, Vol. 2, das den internationalen Hit Hips Don’t Lie hervorbringt.
- 21. November: The Rolling Stones beginnen ihre A Bigger Bang Tour in Nordamerika.
- 14. Dezember: Eminem veröffentlicht das Compilation-Album Curtain Call: The Hits, das seine größten Erfolge zusammenfasst.

### Klassische Musik und Musiktheater
- Juli: Uraufführung der Oper La ville morte von Raoul Pugno und Nadia Boulanger (Musik) mit einem Libretto von Gabriele D’Annunzio beim Festival der Accademia Musicale Chigiana in Siena.
- 22. Dezember: Im Dvořák-Saal des Rudolfinums in Prag singt der deutsche Tenor Peter Schreier zum letzten Mal den Evangelisten im Weihnachtsoratorium von Johann Sebastian Bach.

### Weiteres
- 14. Februar: Die ehemaligen PayPal-Mitarbeiter Chad Hurley, Steve Chen und Jawed Karim gründen die Internet-Videoplattform YouTube.
- 29. August: Hurricane Katrina trifft die Golfküste der USA. Zahlreiche Musiker organisieren Benefizkonzerte und Spendenaktionen für die Opfer.

## Musikcharts

### Deutschland
| Singles                                     | Position | Alben                             |
| ------------------------------------------- | -------- | --------------------------------- |
|                                             |          |                                   |
| Schnappi Schnappi, das kleine Krokodil      | 1        | Noiz Söhne Mannheims              |
| Durch den Monsun Tokio Hotel                | 2        | Von hier an blind Wir sind Helden |
| Lonely Akon                                 | 3        | American Idiot Green Day          |
| Femme like U K-Maro                         | 4        | Es ist Juli Juli                  |
| Und wenn ein Lied Söhne Mannheims           | 5        | Greatest Hits Robbie Williams     |
| La camisa negra Juanes                      | 6        | X&Y Coldplay                      |
| Candy Shop 50 Cent feat. Olivia             | 7        | Intensive Care Robbie Williams    |
| Don’t Cha Pussycat Dolls feat. Busta Rhymes | 8        | The Massacre 50 Cent              |
| Die Eine 2005 Die Firma                     | 9        | Willst du mit mir gehn Nena       |
| Ch!pz in Black (Who You Gonna Call) Ch!pz   | 10       | Laut & leise Peter Maffay         |

Die längsten Nummer-eins-Singles
Lieder, die die meiste Zeit während eines anderen Jahres auf Platz 1 der Charts verbrachten, werden hier nicht aufgeführt.
1. Schnappi, das kleine Krokodil – Schnappi (10 Wochen)
2. Akon – Lonely (8 Wochen)
3. Madonna – Hung Up (7 Wochen)

Die längsten Nummer-eins-Alben
Alben, die die meiste Zeit während eines anderen Jahres auf Platz 1 der Charts verbrachten, werden hier nicht aufgeführt.
1. Coldplay – X&Y (4 Wochen)
2. Xavier Naidoo – Telegramm für X; Robbie Williams – Intensive Care; Bon Jovi – Have a Nice Day; Juanes – Mi sangre; Wir sind Helden – Von hier an blind; Peter Maffay – Laut & leise (jeweils 3 Wochen)

Alle weiteren Alben waren entweder eine oder zwei Wochen auf Platz 1 gelistet.
Alle Nummer-eins-Hits und die Hits des Jahres

### Österreich
| Singles                                   | Position | Alben                                    |
| ----------------------------------------- | -------- | ---------------------------------------- |
|                                           |          |                                          |
| Schnappi Schnappi, das kleine Krokodil    | 1        | American Idiot Green Day                 |
| Durch den Monsun Tokio Hotel              | 2        | Kiddy Contest Vol. 11 Kiddy Contest Kids |
| Lonely Akon                               | 3        | Intensive Care Robbie Williams           |
| Ch!pz in Black (Who You Gonna Call) Ch!pz | 4        | Noiz Söhne Mannheims                     |
| Push the Button Sugababes                 | 5        | Von hier an blind Wir sind Helden        |
| Emanuela Fettes Brot                      | 6        | Greatest Hits Robbie Williams            |
| First Day of My Life Melanie C            | 7        | Kiddy Contest Vol. 10 Kiddy Contest Kids |
| Numb/Encore Jay-Z & Linkin Park           | 8        | X & Y Coldplay                           |
| Die Eine 2005 Die Firma                   | 9        | Willst du mit mir gehen Nena             |
| La camisa negra Juanes                    | 5        | Schrei Tokio Hotel                       |

Die längsten Nummer-eins-Singles
Lieder, die die meiste Zeit während eines anderen Jahres auf Platz 1 der Charts verbrachten, werden hier nicht aufgeführt.
1. Schnappi, das kleine Krokodil – Schnappi (11 Wochen)
2. Akon – Lonely (9 Wochen)
3. Tokio Hotel – Durch den Monsun (6 Wochen)

Die längsten Nummer-eins-Alben
Alben, die die meiste Zeit während eines anderen Jahres auf Platz 1 der Charts verbrachten, werden hier nicht aufgeführt.
1. Banaroo – Banaroo’s World (7 Wochen)
2. Wir sind Helden – Von hier an blind (5 Wochen)
3. Coldplay – X&Y (4 Wochen)

Alle Nummer-eins-Hits und die Hits des Jahres

### Schweiz
| Singles                                     | Position | Alben                                |
| ------------------------------------------- | -------- | ------------------------------------ |
|                                             |          |                                      |
| Schnappi Schnappi, das kleine Krokodil      | 1        | Intensive Care Robbie Williams       |
| Axel F Crazy Frog                           | 2        | X&Y Coldplay                         |
| La Tortura Shakira feat. Alejandro Sanz     | 3        | American Idiot Green Day             |
| Lonely Akon                                 | 4        | Lipservice Gotthard                  |
| Don’t Cha Pussycat Dolls feat. Busta Rhymes | 5        | Greatest Hits Robbie Williams        |
| Candy Shop 50 Cent feat. Olivia             | 6        | Back to Bedlam James Blunt           |
| La camisa negra Juanes                      | 7        | Calma apparente Eros Ramazzotti      |
| Und wenn ein Lied Söhne Mannheims           | 8        | Fijación oral vol. 1 Shakira         |
| Ch!pz in Black (Who You Gonna Call) Ch!pz   | 9        | Confessions on a Dance Floor Madonna |
| İsyankar Mustafa Sandal feat. Gentleman     | 10       | Es ist Juli Juli                     |

Die längsten Nummer-eins-Singles
Lieder, die die meiste Zeit während eines anderen Jahres auf Platz 1 der Charts verbrachten, werden hier nicht aufgeführt.
1. Crazy Frog – Axel F (11 Wochen)
2. Schnappi, das kleine Krokodil – Schnappi (8 Wochen)
3. Madonna – Hung Up (6 Wochen)

Die längsten Nummer-eins-Alben
Alben, die die meiste Zeit während eines anderen Jahres auf Platz 1 der Charts verbrachten, werden hier nicht aufgeführt.
1. Coldplay – X&Y (7 Wochen)
2. Robbie Williams – Greatest Hits; James Blunt – Back to Bedlam (jeweils 4 Wochen)
3. Green Day – American Idiot; Bruce Springsteen – Devils & Dust; Patent Ochsner – Liebi, Tod & Tüüfel; Robbie Williams – Intensive Care (jeweils 3 Wochen)

Alle Nummer-eins-Hits und die Hits des Jahres

### Vereinigtes Königreich
| Singles                                                  | Position | Alben                                           |
| -------------------------------------------------------- | -------- | ----------------------------------------------- |
|                                                          |          |                                                 |
| (Is This the Way To) Amarillo? Tony Christie & Peter Kay | 1        | Back to Bedlam James Blunt                      |
| That’s My Goal Shayne Ward                               | 2        | X&Y Coldplay                                    |
| Axel F. Crazy Frog                                       | 3        | Intensive Care Robbie Williams                  |
| You’re Beautiful James Blunt                             | 4        | Employment Kaiser Chiefs                        |
| Don’t Cha The Pussycat Dolls feat. Busta Rhymes          | 5        | Demon Days Gorillaz                             |
| All About You / You’ve Got a Friend McFly                | 6        | Face to Face Westlife                           |
| Lonely Akon                                              | 7        | Eye to the Telescope KT Tunstall                |
| Hung Up Madonna                                          | 8        | Breakaway Kelly Clarkson                        |
| You Raise Me Up Westlife                                 | 9        | Curtain Call: The Hits Eminem                   |
| Push the Button Sugababes                                | 10       | Forever Faithless – The Greatest Hits Faithless |

Die längsten Nummer-eins-Singles
Lieder, die die meiste Zeit während eines anderen Jahres auf Platz 1 der Charts verbrachten, werden hier nicht aufgeführt.
1. Tony Christie & Peter Kay – (Is This the Way To) Amarillo? (7 Wochen)
2. James Blunt – You’re Beautiful (5 Wochen)
3. Crazy Frog – Axel F. (4 Wochen)

Die längsten Nummer-eins-Alben
Alben, die die meiste Zeit während eines anderen Jahres auf Platz 1 der Charts verbrachten, werden hier nicht aufgeführt.
1. James Blunt – Back to Bedlam (9 Wochen)
2. Coldplay – X&Y; Eminem – Curtain Call: The Hits (jeweils 4 Wochen)

Alle weiteren Alben waren entweder eine oder zwei Wochen auf Platz 1 gelistet.
Alle Nummer-eins-Hits und die Hits des Jahres

### Vereinigte Staaten
| Singles                                     | Position | Alben                                  |
| ------------------------------------------- | -------- | -------------------------------------- |
|                                             |          |                                        |
| We Belong Together Mariah Carey             | 1        | The Massacre 50 Cent                   |
| Hollaback Girl Gwen Stefani                 | 2        | Encore Eminem                          |
| Let Me Love You Mario                       | 3        | American Idiot Green Day               |
| Since U Been Gone Kelly Clarkson            | 4        | The Emancipation of Mimi Mariah Carey  |
| 1, 2 Step Ciara feat. Missy Elliott         | 5        | Breakaway Kelly Clarkson               |
| Gold Digger Kanye West feat. Jamie Foxx     | 6        | Love. Angel. Music. Baby. Gwen Stefani |
| Boulevard of Broken Dreams Green Day        | 7        | Destiny Fulfilled Destiny’s Child      |
| Candy Shop 50 Cent feat. Olivia             | 8        | How to Dismantle an Atomic Bomb U2     |
| Don’t Cha Pussycat Dolls feat. Busta Rhymes | 9        | Greatest Hits Shania Twain             |
| Behind These Hazel Eyes Kelly Clarkson      | 10       | Confessions Usher                      |

Die längsten Nummer-eins-Singles
Lieder, die die meiste Zeit während eines anderen Jahres auf Platz 1 der Charts verbrachten, werden hier nicht aufgeführt.
1. Mariah Carey – We Belong Together (14 Wochen)
2. Kanye West feat. Jamie Foxx – Gold Digger (10 Wochen)
3. Mario – Let Me Love You; 50 Cent feat. Olivia – Candy Shop (jeweils 9 Wochen)

Die längsten Nummer-eins-Alben
Alben, die die meiste Zeit während eines anderen Jahres auf Platz 1 der Charts verbrachten, werden hier nicht aufgeführt.
1. 50 Cent – The Massacre (6 Wochen)
2. Coldplay – X&Y (jeweils 3 Wochen)

Alle weiteren Alben waren entweder eine oder zwei Wochen auf Platz 1 gelistet.
Alle Nummer-eins-Hits und die Hits des Jahres

### Charts in weiteren Ländern
Siehe auch: Nummer-eins-Hits 2005 in  Australien, Belgien, Dänemark, Deutschland, Finnland, Frankreich, Irland, Italien, Japan, Kanada, Mexiko, Neuseeland, den Niederlanden, Norwegen, Österreich, Polen, Portugal, Rumänien, Schweden, der Schweiz, Spanien, Südkorea, Ungarn, den Vereinigten Staaten und im Vereinigten Königreich.

## Musikpreise und Ehrungen
- Grammy Awards 2005: Ray Charles, Usher, Alicia Keys u. a.
- MTV Video Music Awards 2005: Green Day, Kelly Clarkson, Kanye West u. a.

### Musikwettbewerbe und Castingshows
Eurovision Song Contest
1. Elena Paparizou: My Number One
2. Chiara: Angel
3. Luminița Anghel & Sistem: Let Me Try
4. Shiri Maimon: Hasheket shenish’ar (The Silence That Remains)
5. Valters & Kaža: The War Is Not Over

## Musikfestivals und -tourneen
- Coldplay – Twisted Logic Tour
- Madonna – Re-Invention World Tour
- Queen – Queen + Paul Rodgers Tour
- RBD – Tour Generación RBD
- The Rolling Stones – A Bigger Bang Tour
- U2 – Vertigo Tour

## Gründungen und Auflösungen

### Gründungen
- Altar of Oblivion – dänische Epic-Doom-Band aus Aalborg
- Big Machine Records – US-amerikanisches unabhängiges Plattenlabel mit Sitz in Nashville
- Choreja Kosazka – ukrainisches Ensemble für alte Musik aus Kiew
- Concertino Schleswig-Holstein – deutsches Kammermusikensemble
- Deadly Carnage – italienische Musikgruppe aus Rimini
- Destrose – japanische Heavy-Metal-Band aus Tokio, gegründet als Destroya
- Forum Filmmusik – Schweizer Organisation, die sich der Wertschätzung, Förderung und Erforschung von Filmmusik widmet
- Heaven – rumänische Dance-Pop-Girlgroup
- John Q Irritated – New-Orleans-Funk-Trio aus Nürnberg
- Merkstave – US-amerikanische Funeral-Doom-Band
- Sakanaction – japanische Pop-Rock-Gruppe aus Sapporo
- The Outside Track – irisches Folk-Ensemble für Keltische Musik und Bretonische Musik
- Young Galaxy – kanadische Indie-Pop/Dream-Pop-Band

### Auflösungen
- Böhse Onkelz – deutsche Rockband

## Trends und Entwicklungen

### Digitalisierung und Musikindustrie
Das Jahr 2005 setzte den Trend zur Digitalisierung der Musikindustrie fort, wobei digitale Downloads und Streaming-Dienste wie iTunes an Popularität gewannen und CD-Verkäufe weiterhin rückläufig waren.

### Genres und Stilrichtungen
- Pop und Dance-Pop: Künstler wie Madonna, Gwen Stefani und Kelly Clarkson
- Hip-Hop und R&B: Künstler wie Kanye West, 50 Cent und Rihanna
- Indie-Rock: Bands wie Coldplay, Arcade Fire und The Killers

### Internationale Zusammenarbeit und Einflüsse
Musikalische Zusammenarbeit und kulturelle Einflüsse aus verschiedenen Ländern prägten das Musikjahr 2005. Besonders auffällig waren:
- Britische Künstler: Coldplay, Gorillaz, James Blunt
- Einflüsse aus der Karibik: Rihanna, Sean Paul, Shaggy

### Bekannte Künstler und Bands
- Madonna – Mit Confessions on a Dance Floor
- Kanye West – Mit Late Registration
- Coldplay – Mit X&Y
- Mariah Carey – Mit The Emancipation of Mimi

### Musikalische Einflüsse und gesellschaftliche Bedeutung

#### Politische und soziale Themen
Musik im Jahr 2005 reflektierte stark die politischen und sozialen Themen der Zeit, insbesondere durch Texte zu Themen wie Krieg, Umweltproblemen und sozialer Ungerechtigkeit.

## Neuveröffentlichungen (Auswahl)

### Lieder und Kompositionen
| Lied                   | Text | Musik | Erstinterpret                                 | Label                                                                                  | Veröffentlichung   | Genre                        | Album                               | Weitere Informationen |
| ---------------------- | --- | --- | --------------------------------------------- | -------------------------------------------------------------------------------------- | ------------------ | ---------------------------- | ----------------------------------- | --------------------- |
| Feel Good Inc.         | Damon Albarn, David Jolicoeur, Brian Burton, Jamie Hewlett                                                                            | Damon Albarn, David Jolicoeur, Brian Burton, Jamie Hewlett                                                                            | Gorillaz                                      | Parlophone                                                                             | 9. Mai 2005        | Hip-Hop, Alternative Rock    | Demon Days                          |                       |
| Fine Line              | Paul McCartney | Paul McCartney | Paul McCartney                                | Parlophone/EMI (Europa), Capitol Records (US), Capitol Records / Universal Music Group | 29. August 2005    | Pop                          | Chaos and Creation in the Backyard  |                       |
| Fix You                | Guy Berryman, Jonny Buckland, Will Champion, Chris Martin                                                                             | Guy Berryman, Jonny Buckland, Will Champion, Chris Martin                                                                             | Coldplay                                      | Parlophone                                                                             | 2. September 2005  | Rock                         | X&Y                                 |                       |
| Gold Digger            | | | Kanye West feat. Jamie Foxx                   |                                                                                        |                    |                              |                                     |                       |
| Hung Up                | Benny Andersson, Madonna Ciccone, Stuart Price, Björn Ulvaeus                                                                         | Benny Andersson, Madonna Ciccone, Stuart Price, Björn Ulvaeus                                                                         | Madonna                                       | Warner Bros. Records                                                                   | 17. Oktober 2005   | Dance-Pop, Disco             | Confessions on a Dance Floor        |                       |
| In This Together       | Stephan Groth | Stephan Groth | Apoptygma Berzerk                             | Gun Records                                                                            | 15. August 2005    | Synth Rock                   | You and Me Against the World        |                       |
| Jenny Wren             | Paul McCartney | Paul McCartney | Paul McCartney                                | Parlophone/EMI (Europa), Capitol Records (US), Capitol Records / Universal Music Group | 29. November 2005  | Pop                          | Chaos and Creation in the Backyard  |                       |
| Outta Control          | Andre Young, Curtis Jackson, Kejuan Muchita, Albert Johnson, Mike Elizondo, Mark Batson, Christopher Pope                             | Andre Young, Curtis Jackson, Kejuan Muchita, Albert Johnson, Mike Elizondo, Mark Batson, Christopher Pope                             | 50 Cent feat. Mobb Deep                       | Shady Records, Aftermath Entertainment, Interscope Records                             | 8. März 2005       | Hip-Hop                      | The Massacre                        |                       |
| Since U Been Gone      | Kelly Clarkson, Max Martin, Dr. Luke                                                                                                  | Kelly Clarkson, Max Martin, Dr. Luke                                                                                                  | Kelly Clarkson                                |                                                                                        | 2005               | Pop                          |                                     |                       |
| Spiegel                | Christian Brenn, A. Douedari, Tarek Helmy, Liane Wiegelmann                                                                           | Christian Brenn, A. Douedari, Tarek Helmy, Liane Wiegelmann                                                                           | Tic Tac Toe                                   | A One Entertainment                                                                    | 19. Dezember 2005  | Deutscher Hip-Hop            | Comeback                            |                       |
| Spitfire               | Liam Howlett, Juliette Lewis | Liam Howlett, Juliette Lewis | The Prodigy                                   | XL Recordings                                                                          | 4. April 2005      | Big Beat                     | Always Outnumbered, Never Outgunned |                       |
| Steh wieder auf        | Paul Würdig, Oliver Harris, Paul Neumann, Kilian Mues                                                                                 | Paul Würdig, Oliver Harris, Paul Neumann, Kilian Mues                                                                                 | Deine Lieblings Rapper                        | Aggro Berlin                                                                           | 23. September 2005 | Deutscher Hip-Hop            | Dein Lieblings Album                |                       |
| Talk                   | Karl Bartos, Guy Berryman, Jonny Buckland, Will Champion, Ralf Hütter, Chris Martin, Emil Schult                                      | Karl Bartos, Guy Berryman, Jonny Buckland, Will Champion, Ralf Hütter, Chris Martin, Emil Schult                                      | Coldplay                                      | Parlophone Records                                                                     | 3. Juni 2005       | Alternative Rock             | X&Y                                 |                       |
| We Belong Together     | Johntá Austin, Darnell Bristol, Mariah Carey, Jermaine Dupri, Kenneth Edmonds, Patrick Moten, Manuel Seal, Sandra Sully, Bobby Womack | Johntá Austin, Darnell Bristol, Mariah Carey, Jermaine Dupri, Kenneth Edmonds, Patrick Moten, Manuel Seal, Sandra Sully, Bobby Womack | Mariah Carey                                  | Island Records                                                                         | 29. März 2005      | R&B                          | The Emancipation of Mimi            |                       |
| Where’d You Go         | Mike Shinoda | Mike Shinoda | Fort Minor feat. Holly Brook & Jonah Matranga | Machine Shop Recordings, Warner Music Group                                            | 22. November 2005  | Pop-Rap, Alternative Hip-Hop | The Rising Tied                     |                       |
| Willst du mit mir gehn | Jörn-Uwe Fahrenkrog-Petersen, Nena Kerner                                                                                             | Jörn-Uwe Fahrenkrog-Petersen, Nena Kerner                                                                                             | Nena                                          | Warner Music                                                                           | 18. März 2005      | Pop                          | Willst du mit mir gehn              |                       |

### Alben
| Album                                | Interpret                                  | Label                                                  | Veröffentlichung   | Genre                                                | Weitere Informationen                             |
| ------------------------------------ | ------------------------------------------ | ------------------------------------------------------ | ------------------ | ---------------------------------------------------- | ------------------------------------------------- |
| A Bigger Bang                        | The Rolling Stones                         | Virgin Records                                         | 5. September 2005  | Rock                                                 |                                                   |
| Abseits ist, wenn keiner pfeift      | Queen Bee                                  |                                                        | 2005               | Kabarett, Chanson                                    |                                                   |
| At Lincoln Cathedral                 | Howard Riley                               | Heliopause                                             | 23. August 2005    | Jazz, Neue Improvisationsmusik                       |                                                   |
| Au chat qui pêche                    | Donald Byrd Quartet Featuring Bobby Jaspar | Fresh Sound Records                                    | 14. Juni 2005      | Modern Jazz                                          | Konzertmitschnitt aus dem Jahr 1958               |
| B-Sides & Rarities                   | Deftones                                   | Maverick Records                                       | 4. Oktober 2005    | Alternative Metal                                    |                                                   |
| Back to Bedlam                       | James Blunt                                | Custard Records                                        | 15. April 2005     | Folk-Rock                                            |                                                   |
| Be Music, Night                      | Peter Brötzmann Chicago Tentet             | Okka Disk, Jazzwerkstatt                               | 2005               | Jazz, Neue Improvisationsmusik                       |                                                   |
| Bilbao Song                          | Available Jelly (Michael Moore)            | Ramboy Recordings                                      | 2005               | Jazz                                                 |                                                   |
| Blue Purge                           | Wally Shoup                                | Leo Records                                            | 2005               | Jazz                                                 |                                                   |
| Bra Louis – Bra Tebs                 | Louis Moholo                               | Ogun                                                   | 2005               | Jazz                                                 |                                                   |
| City of Evil                         | Avenged Sevenfold                          | Warner Bros                                            | 6. Juni 2005       | Heavy Metal, Hard Rock                               |                                                   |
| Confessions on a Dance Floor         | Madonna                                    | Warner Brothers                                        | 11. November 2005  | Pop, Dance-Pop, Disco, House                         |                                                   |
| Consequences                         | Howard Riley                               | 33 Records                                             | 2005               | Jazz                                                 |                                                   |
| Dirty Diamonds                       | Alice Cooper                               | New West Records, Spitfire Records                     | 4. Juli 2005       | Hard Rock                                            |                                                   |
| Don’t Believe the Truth              | Oasis                                      | Sony BMG, Epic Records, Big Brother                    | 30. Mai 2005       | Britpop                                              |                                                   |
| Doomsday Machine                     | Arch Enemy                                 | Century Media                                          | 26. Juli 2005      | Melodic Death Metal                                  |                                                   |
| Elaboration                          | Herb Robertson NY Downtown Allstars        | Clean Feed Records                                     | 2005               | Jazz, Neue Improvisationsmusik                       |                                                   |
| Enemy of God                         | Kreator                                    | Steamhammer/SPV                                        | 10. Januar 2005    | Thrash Metal                                         |                                                   |
| Hip Hop ist tot                      | DJ Reckless und Manny Marc                 | Bassboxxx                                              | 21. September 2005 | Hip-Hop, Miami Bass, Electro                         |                                                   |
| Hypnotize                            | System of a Down                           | American Recordings                                    | 18. November 2005  | Alternative Metal, Nu Metal                          | Zweiter Teil des Doppelalbums Mezmerize/Hypnotize |
| Immolation/Immersion                 | Nels Cline, Wally Shoup, Chris Corsano     | Strange Attractors Audio House                         | 2005               | Jazz                                                 |                                                   |
| In Your Honor                        | Foo Fighters                               | RCA Records                                            | 14. Juni 2005      | Alternative Rock, Post-Grunge                        |                                                   |
| Khumbula (Remember)                  | Louis Moholo und Stan Tracey               | Ogun                                                   | 2005               | Jazz                                                 |                                                   |
| Laut & leise                         | Peter Maffay                               | Ariola                                                 | 31. Januar 2005    | Pop-Rock                                             |                                                   |
| Mezmerize                            | System of a Down                           | Columbia Records, American Recordings                  | 17. Mai 2005       | Alternative Metal, Nu Metal                          | Erster Teil des Doppelalbums Mezmerize/Hypnotize  |
| Playing the Angel                    | Depeche Mode                               | Mute Records                                           | 14. Oktober 2005   | Alternative Rock, Dance Rock, Synth Rock, Synthiepop |                                                   |
| Primo Victoria                       | Sabaton                                    | Black Lodge Records                                    | 4. März 2005       | Heavy Metal                                          | Debütalbum                                        |
| Rapture of the Deep                  | Deep Purple                                | EMI Records                                            | 1. November 2005   | Rock, Psychedelic Rock, Progressive Rock             |                                                   |
| Rosenrot                             | Rammstein                                  | Universal Music                                        | 27. Oktober 2005   | Neue Deutsche Härte                                  |                                                   |
| Sfumato                              | Vinny Golia Quartet                        | Clean Feed Records                                     | 1. Dezember 2005   | Avantgarde Jazz                                      |                                                   |
| Still Growing Up: Live & Unwrapped   | Peter Gabriel                              | Real World Records, Warner Music Group, Geffen Records | 31. Oktober 2005   | Art Rock, Progressive Rock, Pop, Weltmusik           | Videoalbum                                        |
| The Emancipation of Mimi             | Mariah Carey                               | Island / Def Jam                                       | 4. April 2005      | Contemporary R&B, Soul                               |                                                   |
| The Party Ain’t Over Yet             | Status Quo                                 | Sanctuary Records                                      | 19. September 2005 | Rock                                                 |                                                   |
| The Strength / The Sound / The Songs | Volbeat                                    | Rebel Monster Records                                  | 26. September 2005 | Metal                                                | Debütalbum                                        |
| Tyranny of Souls                     | Bruce Dickinson                            | Sanctuary Records                                      | 23. Mai 2005       | Heavy Metal                                          |                                                   |
| Unausgesprochen                      | Annett Louisan                             | 105music                                               | 21. Oktober 2005   | Chanson, Pop                                         |                                                   |
| Under Cover                          | Ozzy Osbourne                              | Epic Records                                           | 1. November 2005   | Hard Rock, Rock                                      |                                                   |
| Waiting for the Sirens’ Call         | New Order                                  | London Records                                         | 28. März 2005      | Alternative Pop, Synth Rock                          |                                                   |
| X&Y                                  | Coldplay                                   | Parlophone, Capitol Records                            | 6. Juni 2005       | Alternative Rock                                     |                                                   |

## Geboren

### Januar bis Juni
- 12. Januar: Roxy Dekker, niederländische Popsängerin
- 03. März: Miles Caton, US-amerikanischer Musiker und Schauspieler
- 07. April: Allie Sherlock, irische Musikerin
- 08. Mai: Mirella, finnische Popsängerin
- 25. Juni: Kylie Cantrall, US-amerikanische Schauspielerin, Sängerin, Tänzerin und Social-Media-Persönlichkeit
- 28. Juni: Guido Sant’Anna, brasilianischer Geiger

### Juli bis Dezember
- 05. Juli: Sombr, US-amerikanischer Singer-Songwriter
- 29. August: Jan Liebermann, deutscher Organist
- 21. September: Erza Muqoli, französische Sängerin
- 25. September: Sienna Spiro, britische Musikerin
- 00. September: Paula Engels, deutsche Sängerin
- 16. Oktober: Ruby Rose Turner, US-amerikanische Schauspielerin, Sängerin und Tänzerin sowie Model und Influencerin
- 03. November: Lara Raj, indisch-amerikanische Sängerin, Tänzerin und Schauspielerin
- 15. November: Charlotte Summers, spanische Sängerin und Tänzerin
- 16. November: Mariam Mamadaschwili, georgische Sängerin
- 14. Dezember: Shirin Abdullaeva, usbekische Sängerin, Schauspielerin und Model († 2025)

### Genaues Geburtsdatum unbekannt
- Bac, österreichischer Singer-Songwriter und Rapper
- Julian Emanuel Becker, deutscher Organist, Pianist und Komponist
- FloyyMenor, chilenischer Reggaeton-Sänger
- Nemzzz, britischer Rapper
- Petit, italienischer Rapper

## Gestorben

### Januar
- 01. Januar: Hugh Davies, britischer Komponist, Improvisationsmusiker und Musikwissenschaftler (* 1943)
- 02. Januar: Luli Oswald, brasilianische Pianistin und Klavierpädagogin (* 1927)
- 03. Januar: Michael Häfner, deutscher Schauspieler und Sänger (* 1959)
- 04. Januar: Guy Pedersen, französischer Jazzbassist und Komponist (* 1930)
- 05. Januar: Antonio Pérez Olea, spanischer Filmkomponist und Dokumentarfilmer (* 1923)
- 06. Januar: Weli Muhadow, turkmenischer Komponist (* 1916)
- 07. Januar: Joseph Reveyron, französischer Organist und Komponist (* 1917)
- 07. Januar: Lars-Erik Rosell, schwedischer Komponist (* 1944)
- 09. Januar: Sergej Aghadschanjan, armenisch-sowjetischer Komponist, Dirigent, Geiger und Hochschullehrer (* 1929)
- 10. Januar: Margherita Carosio, italienische Opernsängerin (Sopran) (* 1908)
- 10. Januar: Spencer Dryden, US-amerikanischer Schlagzeuger (* 1938)
- 10. Januar: Miriam Hyde, australische Komponistin, Pianistin, Musikpädagogin und Autorin (* 1913)
- 13. Januar: Nell Rankin, US-amerikanische Opernsängerin (Mezzosopran) (* 1926)
- 13. Januar: Rocky Roberts, US-amerikanisch-italienischer Sänger (* 1941)
- 14. Januar: Edwin Bélanger, kanadischer Geiger, Bratschist und Dirigent (* 1910)
- 14. Januar: Alfred Hause, deutscher Violinist, Dirigent und Kapellmeister (* 1920)
- 15. Januar: Victoria de los Ángeles, spanische Opernsängerin (Sopran) (* 1923)
- 15. Januar: Felix Aprahamian, britischer Musikkritiker und Autor (* 1914)
- 15. Januar: Karapetê Xaço, armenischer Sänger (* 1900 oder 1903 oder 1908)
- 17. Januar: Bezerra da Silva, brasilianischer Liedermacher (* 1927)
- 18. Januar: Donald Hadfield, kanadischer Organist, Chorleiter und Kirchenmusiker (* 1931)
- 18. Januar: Werner Kruse, Schweizer Komponist und Jazzpianist (* 1910)
- 19. Januar: Lamont Bentley, US-amerikanischer Schauspieler und Rapper (* 1973)
- 20. Januar: Pam Bricker, US-amerikanische Sängerin und Musikdozentin (* 1954)
- 21. Januar: René Bardet, Schweizer Gitarrist, Komponist und Pressesprecher des Schweizer Fernsehens (* 1948)
- 21. Januar: Gianni Bedori, italienischer Jazzmusiker (Saxophon, Flöte, Fagott) (* 1930)
- 21. Januar: Maria Milde, deutsche Schauspielerin, Synchronsprecherin, Autorin und Sängerin (* 1921)
- 21. Januar: Kaljo Raid, estnischer Komponist (* 1921)
- 22. Januar: Consuelo Velázquez, mexikanische Musikerin und Komponistin (* 1916)
- 25. Januar: June Bronhill, australische Opernsängerin (Sopran) (* 1929)
- 25. Januar: Ray Peterson, US-amerikanischer Rock-’n’-Roll-Sänger (* 1939)
- 26. Januar: Dawid Grigorjewitsch Gerschfeld, ukrainisch-moldawischer Komponist und Hochschullehrer (* 1911)
- 27. Januar: Eddie Burks, US-amerikanischer Blues-Mundharmonikaspieler und Sänger (* 1931)
- 27. Januar: Paul Nash, US-amerikanischer Jazzgitarrist, Komponist und Musikpädagoge (* 1948)
- 28. Januar: Jim Capaldi, britischer Rockmusiker (* 1944)
- 28. Januar: Luizão Maia, brasilianischer Bassist und Komponist (* 1949)
- 29. Januar: Eric Griffiths, britischer Gitarrist (* 1940)
- 29. Januar: Cora Santa Cruz, chilenische Sängerin, Pianistin und Schauspielerin (* 1907)

### Februar
- 02. Februar: Christoph Eidens, deutscher Jazzvibraphonist (* 1958)
- 02. Februar: Issa El-Saieh, haitianischer Saxophonist, Klarinettist, Komponist und Geschäftsmann (* 1919)
- 02. Februar: Robert Mermoud, schweizerischer Musiker und Komponist (* 1912)
- 02. Februar: Eike Reuter, deutscher Kirchenmusiker (* 1938)
- 04. Februar: Ed Kelly, US-amerikanischer Jazzpianist, Organist und Lehrer (* 1935)
- 04. Februar: Warren Vaché senior, US-amerikanischer Jazzmusiker und Journalist (* 1914)
- 05. Februar: La Perrata, spanische Flamenco-Sängerin (* 1923)
- 06. Februar: Lasar Naumowitsch Berman, russischer Pianist (* 1930)
- 06. Februar: Merle Kilgore, US-amerikanischer Komponist, Texter, Country-Sänger und Manager (* 1934)
- 07. Februar: Lasar Nikolow, bulgarischer Komponist (* 1922)
- 08. Februar: Simón Bajour, argentinischer Geiger und Tangomusiker (* 1928)
- 08. Februar: Helmut Eder, österreichischer Komponist (* 1916)
- 08. Februar: Keith Knudsen, US-amerikanischer Schlagzeuger (* 1948)
- 08. Februar: Lázaro Ros, kubanischer Sänger (* 1925)
- 08. Februar: Jimmy Smith, US-amerikanischer Jazzorganist (* 1928)
- 09. Februar: Tyrone Davis, US-amerikanischer Soulsänger (* 1938)
- 09. Februar: Heribert Klein, deutscher Musikwissenschaftler, Organist, Journalist und Publizist (* 1957)
- 09. Februar: Rajissa Kyrytschenko, ukrainische Sängerin (Mezzosopran) und Lehrerin (* 1943)
- 09. Februar: Ursula Schröder-Feinen, deutsche Opernsängerin (Sopran) (* 1936)
- 11. Februar: Georg Buschor, deutscher Schlagertexter (* 1923)
- 11. Februar: Dénes Kovács, ungarischer Violinist (* 1930)
- 12. Februar: Sammi Smith, US-amerikanische Countrysängerin (* 1943)
- 13. Februar: Sixten Ehrling, schwedischer Dirigent (* 1918)
- 15. Februar: Pierre Bachelet, französischer Sänger und Komponist (* 1944)
- 15. Februar: Bill Potts, US-amerikanischer Jazzpianist, Komponist, Arrangeur und Musikpädagoge (* 1928)
- 16. Februar: Leroy Harris junior, US-amerikanischer Jazz- und Rhythm-&-Blues-Musiker (Altsaxophon, Klarinette, Gesang) (* 1916)
- 16. Februar: Marcello Viotti, italienisch-schweizerischer Dirigent (* 1954)
- 17. Februar: Franco Bracardi, italienischer Komponist, Musiker und Schauspieler (* 1937)
- 18. Februar: Larry Nozero, US-amerikanischer Jazz- und Studiomusiker (Saxophon, Flöte) (* 1934)
- 20. Februar: Rachel Bissex, US-amerikanische Folksängerin und Singer-Songwriterin (* 1956)
- 21. Februar: Stefi Ákos, ungarische Sängerin (* 1919)
- 21. Februar: Josef Metternich, deutscher Opernsänger (Bariton), Musik- und Gesangspädagoge (* 1915)
- 25. Februar: Pappo, argentinischer Rock- und Bluesgitarrist (* 1950)
- 28. Februar: Chris Curtis, englischer Schlagzeuger und Sänger (* 1941)
- 28. Februar: Alarich Wallner, österreichischer Komponist, Dirigent und Pädagoge (* 1922)

### März
- 01. März: George Butler, US-amerikanischer Blues-Mundharmonikaspieler und Sänger (* 1936)
- 02. März: Ivan Parík, slowakischer Komponist (* 1936)
- 02. März: Walter Tschernich, deutscher Schauspieler, Sänger und Synchronsprecher (* 1930)
- 03. März: Martin Denny, US-amerikanischer Jazzpianist (* 1911)
- 04. März: Mihai Brediceanu, rumänischer Komponist, Dirigent und Musikwissenschaftler (* 1920)
- 04. März: Marvin Jenkins, US-amerikanischer Sänger, Pianist (auch Flöte, Orgel, Tenorsaxophon) und Songwriter (* 1932)
- 04. März: Sergiu Comissiona, rumänisch-israelisch-US-amerikanischer Dirigent und klassischer Geiger (* 1928)
- 05. März: Wilhelm Melcher, deutscher Violinist, Primarius des Melos Quartetts (* 1940)
- 06. März: Roberto Pansera, argentinischer Bandoneonist, Organist, Bandleader, Arrangeur und Komponist (* 1932)
- 08. März: Larry Bunker, US-amerikanischer Jazzschlagzeuger (* 1928)
- 08. März: Jeanette Baroness Lips von Lipstrill, österreichische Kunstpfeiferin (* 1924)
- 08. März: Brigitte Mira, deutsche Volksschauspielerin, Kabarettistin sowie Chanson- und Operettensängerin (* 1910)
- 09. März: Chris LeDoux, US-amerikanischer Country-Sänger und Rodeo-Reiter (* 1948)
- 10. März: Danny Joe Brown, US-amerikanischer Sänger (* 1951)
- 10. März: Mindy Jostyn, US-amerikanische Sängerin und Multiinstrumentalistin (* 1956)
- 13. März: Lyn Collins, US-amerikanische Soulsängerin (* 1948)
- 13. März: Yoshihisa Taira, japanischer Komponist (* 1937)
- 15. März: Don Durant, US-amerikanischer Schauspieler und Sänger (* 1932)
- 16. März: Timofei Alexandrowitsch Dokschizer, russisch-sowjetischer Trompeter, Dirigent und Komponist ukrainischer Herkunft (* 1921)
- 16. März: Justin Hinds, jamaikanischer Sänger (* 1942)
- 17. März: Gary Bertini, israelischer Dirigent und Komponist (* 1927)
- 17. März: Lalo Guerrero, US-amerikanischer Sänger, Gitarrist und Songwriter lateinamerikanischer Musik (* 1916)
- 21. März: Bobby Short, US-amerikanischer Sänger und Pianist (* 1924)
- 24. März: Patrick Cardy, kanadischer Komponist, Musikpädagoge und Flötist (* 1953)
- 24. März: Vasile Spătărelu, rumänischer Komponist, Musikwissenschaftler und -pädagoge (* 1938)
- 25. März: Natty U, deutscher Reggae-Sänger und Musikproduzent (* 1956)
- 26. März: Gert Augst, katholischer Kirchenmusiker (* 1927)
- 26. März: Paul Hester, australischer Popmusiker (* 1959)
- 28. März: Moura Lympany, englische Pianistin (* 1916)
- 28. März: Elías Randal, argentinischer Tangosänger und -komponist (* 1920)
- 29. März: Ansgar Janke, deutscher Pianist und Hochschullehrer (* 1941)
- 29. März: Giorgos Sisilianos, griechischer Komponist (* 1920)
- 30. März: Derrick Plourde, US-amerikanischer Schlagzeuger (* 1971)
- 31. März: Stanley Sadie, britischer Musikwissenschaftler und Musikkritiker (* 1930)

### April
- 01. April: Alexander Brott, kanadischer Komponist, Dirigent, Violinist und Musikpädagoge (* 1915)
- 01. April: Harald Juhnke, deutscher Film- und Bühnenschauspieler, Entertainer, Showmaster, Synchronsprecher und Sänger (* 1929)
- 03. April: Laurette Goldberg, US-amerikanische Cembalistin und Musikpädagogin (* 1932)
- 07. April: Grigoris Bithikotsis, griechischer Sänger (* 1922)
- 07. April: Nina, deutsche Schlagersängerin (* 1945)
- 07. April: Erna Woll, deutsche Komponistin, Kirchenmusikerin und Autorin (* 1917)
- 08. April: Frank Cornély-Wilczek, deutscher Musiker, Komponist, Musikproduzent und Arrangeur (* 1914)
- 10. April: Norbert Brainin, österreichisch-britischer Violinist (* 1923)
- 10. April: Jorge Sobral, argentinischer Tangosänger und Schauspieler (* 1931)
- 11. April: Jerry Byrd, US-amerikanischer Country-Sänger und Musiker (* 1920)
- 11. April: George Younce, US-amerikanischer Country- und Gospel-Sänger, Komponist und Bandleader (* 1930)
- 13. April: Johnnie Johnson, US-amerikanischer Musiker, Komponist und Pianist (* 1924)
- 14. April: Benny Bailey, US-amerikanischer Jazztrompeter, Flügelhornist und Sänger (* 1925)
- 17. April: Guntram Altnöder, deutscher Musikerzieher und Chorleiter (* 1936)
- 19. April: Maurice Altenbach, Schweizer Musikpädagoge, Komponist und Cellist (* 1933)
- 19. April: Blade Icewood, US-amerikanischer Rapper (* 1977)
- 19. April: Stan Levey, US-amerikanischer Jazzschlagzeuger (* 1926)
- 19. April: Niels-Henning Ørsted Pedersen, dänischer Jazz-Kontrabassist (* 1946)
- 20. April: Tutti Camarata, US-amerikanischer Jazztrompeter, Bandleader, Arrangeur, Komponist und Musikproduzent (* 1913)
- 22. April: Arnie Lawrence, US-amerikanischer Jazzsaxophonist (Tenor), Musikpädagoge und Komponist (* 1938)
- 22. April: Kamalesh Maitra, indischer Musiker, Komponist und Meister der Tabla Tarang (* 1928)
- 23. April: Robert Farnon, kanadischer Komponist, Dirigent, Arrangeur und Trompeter (* 1917)
- 23. April: Jimmy Woode, US-amerikanischer Jazz-Kontrabassist (* 1929)
- 25. April: Hasil Adkins, US-amerikanischer Country-, Rock and Roll- und Blues-Musiker (* 1937)
- 25. April: Francis Bay, belgischer Jazz- und Unterhaltungsmusiker (Piano, Komposition), Bigband-Leader und Regisseur (* 1914)
- 25. April: Hermann Egner, deutscher Blasmusikkomponist (* 1947)
- 27. April: Rudi Margreiter, Schweizer Schlagersänger, Produzent, Gitarren- und Trompetenspieler (* 1954)
- 28. April: Odissei Dimitriadi, georgisch-sowjetischer Dirigent (* 1908)
- 28. April: Percy Heath, US-amerikanischer Jazz-Kontrabassist (* 1923)
- 28. April: Albert Müry, Schweizer Musikwissenschaftler und Journalist (* 1910)
- 30. April: Jothan Callins, US-amerikanischer Jazzmusiker (Trompete, Flügelhorn, E-Bass) (* 1942)
- 30. April: Lone Kellermann, dänische Sängerin und Schauspielerin (* 1943)

### Mai
- 03. Mai: Pierre Moerlen, französischer Schlagzeuger und Komponist (* 1952)
- 06. Mai: Josef Ceremuga, tschechischer Komponist und Musikpädagoge (* 1930)
- 06. Mai: Hanno Haag, deutscher Musiker und Komponist (* 1939)
- 06. Mai: Andreas Jaschinski, deutscher Musikwissenschaftler (* 1954)
- 07. Mai: Tristan Egolf, US-amerikanischer Schriftsteller und Musiker (* 1971)
- 08. Mai: Nasrat Parsa, afghanischer Sänger (* 1968)
- 08. Mai: Anton Petri, deutscher Lehrer, Chorleiter, Dirigent und Buchautor (* 1928)
- 10. Mai: Henry Cain, US-amerikanischer Soul-, Jazz- und Rhythm-&-Blues-Musiker (Piano, Orgel) (* 1935)
- 11. Mai: Michalis Jenitsaris, griechischer Sänger, Komponist und Bouzouki-Spieler (* 1917)
- 12. Mai: Monica Zetterlund, schwedische Sängerin und Schauspielerin (* 1937)
- 13. Mai: Eddie Barclay, französischer Musikproduzent und Musikverleger (* 1921)
- 13. Mai: Gerald Humel, US-amerikanischer Komponist tschechischer Herkunft (* 1931)
- 13. Mai: Victor Sproles, US-amerikanischer Jazz-Bassist (* 1927)
- 14. Mai: Alyce Andrece, US-amerikanische Sängerin und Schauspielerin (* 1936)
- 14. Mai: Jimmy Martin, US-amerikanischer Bluegrass-Musiker und -Sänger (* 1927)
- 15. Mai: Theola Kilgore, US-amerikanische Soul- und Gospelsängerin (* 1925)
- 15. Mai: Amadeus Webersinke, deutscher Pianist, Organist und Hochschullehrer (* 1920)
- 19. Mai: Linda Martinez, US-amerikanische Pianistin und Komponistin (* 1975)
- 21. Mai: Billie Poole, US-amerikanische Jazz- und Bluessängerin (* 1929)
- 22. Mai: Thurl Ravenscroft, US-amerikanischer Basssänger, Synchronsprecher und Schauspieler (* 1914)
- 23. Mai: Hans-Jürgen Thomm, deutscher Kirchenmusiker und Landesmusikdirektor (* 1908)
- 23. Mai: Thomas Windisch, deutscher Komponist, Architekt, Maler, Lyriker und Pianist (* 1914)
- 24. Mai: Fat Tone, US-amerikanischer Rapper (* 1981)
- 25. Mai: Dennis Eberhard, US-amerikanischer Komponist und Musikpädagoge (* 1943)
- 26. Mai: Ruth Laredo, US-amerikanische klassische Pianistin (* 1937)
- 28. Mai: Walter E. Schaap, US-amerikanischer Jazzautor (* 1917)
- 29. Mai: Oscar Brown, Jr., US-amerikanischer Jazzsänger und Texter (* 1926)
- 29. Mai: George Rochberg, US-amerikanischer Komponist (* 1918)
- 31. Mai: Wuelfo Gutiérrez, kubanischer Sänger (* 1942)
- 31. Mai: Herbert Junck, deutscher Schlagzeuger (* 1949)

### Juni
- 02. Juni: Isabel Aretz, argentinische Musikethnologin, Folkloristin und Komponistin (* 1909)
- 02. Juni: Wilma Dobie, US-amerikanische Journalistin, Jazz-Autorin und Funktionärin (* 1918)
- 02. Juni: Albert Dunning, niederländischer Musikwissenschaftler (* 1936)
- 03. Juni: Hetty Plümacher, deutsche Opernsängerin (Mezzosopran und Alt) (* 1919)
- 05. Juni: Kurt Graunke, deutscher Komponist und Dirigent (* 1915)
- 06. Juni: Siegfried Palm, deutscher Cellist (* 1927)
- 08. Juni: Erich Schmidt, deutscher Kirchenmusiker (* 1910)
- 11. Juni: Gena Dimitrowa, bulgarische Opernsängerin (Sopran) (* 1941)
- 13. Juni: David Diamond, US-amerikanischer Komponist (* 1915)
- 14. Juni: Carlo Maria Giulini, italienischer Dirigent (* 1914)
- 15. Juni: Per Henrik Wallin, schwedischer Jazz-Pianist, Bigband-Leader und Komponist (* 1946)
- 17. Juni: Billy Bauer, US-amerikanischer Jazzgitarrist (* 1915)
- 17. Juni: Henryk Majewski, polnischer Jazzmusiker (Trompete, Komposition) (* 1936)
- 17. Juni: Karl Mueller, US-amerikanischer Rockmusiker (* 1963)
- 18. Juni: Chris Griffin, US-amerikanischer Jazztrompeter (* 1915)
- 21. Juni: Paul Westmoreland, US-amerikanischer Country-Musiker, Songschreiber und Radiomoderator (* 1916)
- 22. Juni: Herman Berkien, niederländischer Entertainer und Sänger (* 1942)
- 22. Juni: Carson Parks, US-amerikanischer Musiker, Songschreiber (* 1936)
- 24. Juni: Peter Heilbut, deutscher Musikpädagoge, Komponist und Pianist (* 1920)
- 24. Juni: Hans Kann, österreichischer Pianist, Komponist und Klavierpädagoge (* 1927)
- 24. Juni: Terry Morel, US-amerikanische Jazzsängerin (* 1925)
- 25. Juni: Salim Halali, algerischer Sänger und Multiinstrumentalist (* 1920)
- 25. Juni: Kâzım Koyuncu, türkischer Sänger (* 1971)
- 26. Juni: Grete Sultan, deutsch-US-amerikanische Pianistin und Klavierpädagogin (* 1906)
- 27. Juni: Jiří Ropek, tschechischer Organist, Komponist und Musikpädagoge (* 1922)
- 29. Juni: Mikkel Flagstad, norwegischer Jazzsaxophonist (Tenor) und -klarinettist (* 1930)
- 30. Juni: Clancy Eccles, jamaikanischer Reggae- und Skamusiker und -Produzent (* 1940)
- 30. Juni: John Lagrand, niederländischer Musiker (* 1949)
- 30. Juni: Alexei Sultanow, usbekischer Pianist (* 1969)

### Juli
- 01. Juli: Renaldo Benson, US-amerikanischer Soul- und R&B-Sänger (* 1936)
- 01. Juli: Luther Vandross, US-amerikanischer Soul- und R&B-Sänger, -Songschreiber sowie -Produzent (* 1951)
- 02. Juli: Ferenc Aszódy, deutscher Jazz- und Unterhaltungsmusiker (Trompete) (* 1929)
- 02. Juli: Tom Talbert, US-amerikanischer Jazzpianist, Bandleader, Komponist und Arrangeur (* 1924)
- 03. Juli: Pierre Michelot, französischer Jazzmusiker (* 1928)
- 04. Juli: Thomas Kakuska, österreichischer Geiger und Bratschist (* 1940)
- 04. Juli: John Stubblefield, US-amerikanischer Jazz-Tenorsaxophonist und Flötist (* 1945)
- 05. Juli: Shirley Goodman, US-amerikanische R&B-Sängerin (* 1936)
- 07. Juli: Amando Blanquer Ponsoda, spanischer Komponist, Musiker und Musikpädagoge (* 1935)
- 08. Juli: Maurice Baquet, französischer Schauspieler, Sportler und Musiker (* 1911)
- 10. Juli: Richard Eastham, US-amerikanischer Sänger und Schauspieler (* 1916)
- 10. Juli: Serge Lancen, französischer Komponist, Pianist und Musiker (* 1922)
- 11. Juli: Keith Alexander, US-amerikanischer Gitarrist und Tätowierer (* 1963)
- 11. Juli: Kurt Huemer, österreichischer Sänger und Schauspieler (* 1933)
- 11. Juli: Frances Langford, US-amerikanische Sängerin und Schauspielerin (* 1913)
- 12. Juli: Piero Cappuccilli, italienischer Opernsänger (Bariton) und Gesangspädagoge (* 1929)
- 12. Juli: El Chocolate, spanischer Flamencosänger (* 1930)
- 14. Juli: Joe Harnell, US-amerikanischer Jazz- und Unterhaltungsmusiker (Piano, Komposition, Arrangement) und Filmkomponist (* 1924)
- 16. Juli: Jackie Armstrong, britischer Jazzposaunist (* 1920)
- 16. Juli: Blue Barron, US-amerikanischer Bigbandleader (* 1913)
- 16. Juli: Camillo Felgen, luxemburgischer Sänger, Texter sowie Radio- und Fernsehmoderator (* 1920)
- 17. Juli: Laurel Aitken, britischer Ska-Sänger und -Songwriter (* 1927)
- 17. Juli: Bobby Sisco, US-amerikanischer Rockabilly- und Country-Musiker (* 1932)
- 21. Juli: Long John Baldry, britischer Sänger und Bluesmusiker (* 1941)
- 21. Juli: Tamara Lund, finnische Opernsängerin (Sopran) und Schauspielerin (* 1941)
- 23. Juli: Ted Greene, US-amerikanischer Fingerstyle-Jazz-Gitarrist, Lehrbuchautor und Pädagoge (* 1946)
- 24. Juli: Jack Carman, US-amerikanischer Jazzmusiker (Posaune) (* um 1920)
- 25. Juli: Albert Mangelsdorff, deutscher Jazzposaunist (* 1928)
- 26. Juli: Eric Osterling, US-amerikanischer Komponist und Arrangeur (* 1926)
- 27. Juli: Eldar Issakadze, georgischer Cellist und Cellopädagoge (* 1936)
- 27. Juli: Dom Um Romão, brasilianischer Schlagzeuger und Perkussionist (* 1925)
- 27. Juli: Tommy Spurlin, US-amerikanischer Country- und Rockabilly-Musiker (* 1928)
- 27. Juli: Bob Wright, US-amerikanischer Pianist, Filmkomponist und Liedtexter (* 1914)
- 29. Juli: Al McKibbon, US-amerikanischer Jazzbassist (* 1919)
- 29. Juli: Francis Miroglio, französischer Komponist und Festivalleiter (* 1924)
- 29. Juli: Hildegarde Sell, US-amerikanische Kabarett-Sängerin (* 1906)
- 29. Juli: Karlheinz Zoeller, deutscher Musiker, Hochschullehrer (* 1928)
- 30. Juli: Roy Beltman, niederländischer Komponist und Produzent (* 1946)
- 30. Juli: Walter Enrique Heinze, argentinischer Gitarrist und Komponist (* 1943)
- 30. Juli: Pepe Jara, mexikanischer Sänger (* 1928)
- 30. Juli: Lucky Thompson, US-amerikanischer Jazz-Saxophonist (* 1924)
- 31. Juli: Bernard Maury, französischer Jazzpianist, Arrangeur und Musikpädagoge (* 1943)

### August
- 02. August: Loulie Jean Norman, US-amerikanische Sopranistin (* 1913)
- 04. August: Little Milton, US-amerikanischer Blues-Gitarrist und Sänger (* 1934)
- 05. August: Spud Murphy, US-amerikanischer Multiinstrumentalist, Bandleader und Filmkomponist (* 1908)
- 06. August: Keter Betts, US-amerikanischer Jazz-Bassist (* 1928)
- 06. August: Ibrahim Ferrer, kubanischer Sänger (* 1927)
- 06. August: Carlo Little, britischer Rock-’n’-Roll-Schlagzeuger (* 1938)
- 06. August: James Wilson, britisch-irischer Komponist (* 1922)
- 07. August: Leni Alexander, chilenisch-deutsche Komponistin und Hörspielautorin (* 1924)
- 07. August: Buddy Banks, US-amerikanischer Kontrabassist (* 1927)
- 09. August: Detroit Junior, US-amerikanischer Blues-Pianist, Sänger und Songwriter (* 1931)
- 11. August: Billy Robinson, US-amerikanischer Jazzmusiker (Tenorsaxophon) (* 1939)
- 11. August: Gisela Schmidting, deutsche Schauspielerin und Opernsängerin (* 1920)
- 12. August: Francy Boland, belgischer Jazzpianist und Arrangeur (* 1929)
- 12. August: Johannes Fischer, deutscher Kirchenmusiker und Komponist (* 1933)
- 12. August: Uwe Röhl, deutscher Kirchenmusiker, Organist und Komponist (* 1925)
- 13. August: Arnold Cooke, englischer Komponist (* 1906)
- 15. August: Earl Zindars, amerikanischer Jazz-Komponist und Perkussionist (Timpanist) (* 1927)
- 16. August: Vassar Clements, US-amerikanischer Fiddlespieler (* 1928)
- 16. August: Vicky Moscholiou, griechische Sängerin (* 1943)
- 18. August: Robby Schmitz, deutscher Jazz- und Unterhaltungsmusiker (Alt- und Tenorsaxophon, Klarinette, Flöte, Piano, Akkordeon, Orgel, Keyboard, Komposition) (* 1925)
- 21. August: Wolfgang Fricke, deutscher Musikpädagoge (* 1933)
- 21. August: Robert Moog, US-amerikanischer Ingenieur, Pionier der elektronischen Musik, Erfinder eines der ersten Synthesizer (* 1934)
- 21. August: Lew Nikolajewitsch Naumow, russischer Pianist und Komponist (* 1925)
- 22. August: Luc Ferrari, französischer Komponist, Klangkünstler und Hörspielmacher (* 1929)
- 22. August: Henri Génès, französischer Sänger und Schauspieler (* 1919)
- 22. August: Teddy Harris, US-amerikanischer Jazzpianist (Sopransaxophon, Flöte), Komponist, Arrangeur und Musikpädagoge (* 1934)
- 23. August: Glenn Corneille, niederländischer Jazz- und Poppianist (* 1970)
- 23. August: Dominic Grech, maltesischer Singer-Songwriter und Komponist (* 1950)
- 23. August: Brock Peters, US-amerikanischer Schauspieler und Sänger (* 1927)
- 25. August: Lora Aborn, US-amerikanische Organistin und Komponistin (* 1907)
- 26. August: Anne Bärenz, deutsche Sängerin und Pianistin (* 1950)
- 26. August: Denis D’Amour, kanadischer Rock-Musiker (* 1959)
- 26. August: Olga Ramos, spanische Chansonsängerin (* 1918)
- 27. August: Wilhelm Krumbach, deutscher Cembalist, Organist, Musikwissenschaftler und Rundfunkautor (* 1937)
- 27. August: Aleksander Rjabov, estnischer Dirigent und Klarinettist (* 1928)
- 31. August: Dominik Marty, Schweizer Volksmusiker (* 1936)
- 31. August: Sophie Watillon, belgische Gambistin (* 1965)

### September
- 01. September: R. L. Burnside, US-amerikanischer Bluessänger (* 1926)
- 01. September: Hermann Michael, deutscher Dirigent (* 1937)
- 01. September: Stefania Woytowicz, polnische Sängerin (Sopran) (* 1922)
- 02. September: Fiede Kay, deutscher Sänger und Liedermacher (* 1941)
- 03. September: Alonzo Pookie Johnson, US-amerikanischer Jazzmusiker (Alt- und Tenorsaxophon, Gesang) und Musikpädagoge (* 1927)
- 04. September: Helmut Schlitt, deutscher Jazztrompeter (* 1934)
- 06. September: Eric Roche, irischer Fingerstyle-Gitarrist (* 1967)
- 07. September: Sergio Endrigo, italienischer Sänger und Cantautore (* 1933)
- 07. September: Rudolf Koeckert, deutscher Violinist (* 1913)
- 08. September: Randall Behr, US-amerikanischer Dirigent (* 1952)
- 08. September: Sheldon Harris, US-amerikanischer Musikhistoriker (Blues, Jazz) (* 1924)
- 09. September: Hans Georg Koch, deutscher Musiker und Komponist (* 1941)
- 09. September: Esmond Samuels, US-amerikanischer Jazzsaxophonist (* um 1922)
- 09. September: Mel Wanzo, US-amerikanischer Jazzposaunist (* 1930)
- 10. September: Manuel Duchesne, kubanischer Dirigent (* 1932)
- 10. September: Clarence Gatemouth Brown, US-amerikanischer Blues-Gitarrist (* 1924)
- 11. September: Al Casey, US-amerikanischer Jazzgitarrist (* 1915)
- 12. September: Willy Meerwald, österreichischer Jazzmusiker (Kontrabass, Trompete, Posaune und Baritonhorn), Arrangeur und Komponist (* 1924)
- 12. September: John Riley-Schofield, britischer Opernsänger (Bariton) (* 1954)
- 13. September: Chris Jones, US-amerikanischer Sänger, Musiker, Komponist und Gitarrist (* 1958)
- 13. September: Hans-Joachim Koellreutter, deutsch-brasilianischer Komponist, Flötist, Dirigent und Musikpädagoge (* 1915)
- 15. September: Jeronimas Kačinskas, litauisch-US-amerikanischer Komponist (* 1907)
- 16. September: Rafael Alfaro Kotte, deutscher Akkordeonist und Komponist (* 1962)
- 16. September: Harry Freedman, kanadischer Komponist, Englischhornist und Musikpädagoge (* 1922)
- 17. September: Joel Hirschhorn, US-amerikanischer Komponist und Songschreiber (* 1937)
- 17. September: Jack Lesberg, US-amerikanischer Jazzbassist und -violinist (* 1920)
- 17. September: Alfred Reed, US-amerikanischer Komponist und Professor (* 1921)
- 18. September: Frank Fields, US-amerikanischer R&B- und Jazzmusiker (* 1914)
- 18. September: Noel Percy Mander, britischer Orgelbauer (* 1912)
- 19. September: Willie Hutch, US-amerikanischer Sänger, Gitarrist, Songwriter und Musikproduzent (* 1944)
- 19. September: William Vacchiano, US-amerikanischer Trompeter und Hochschullehrer (* 1912)
- 22. September: Heimo Erbse, deutsch-österreichischer Komponist und Opernregisseur (* 1924)
- 25. September: Georges Arvanitas, französischer Jazz-Pianist und Hammond-Orgel-Spieler (* 1931)
- 25. September: Lou Carter, US-amerikanischer Jazzmusiker (Piano, auch Gesang, Komposition) (* 1918)
- 25. September: Steve Marcus, US-amerikanischer Jazz- und Fusionsaxophonist (Tenor, Sopran) (* 1939)
- 28. September: Halina Nowacka-Durnaś, polnische Pianistin und Pädagogin (* 1909)
- 29. September: Wladimir Isaakowitsch Lanzberg, russischer Liedermacher und Poet (* 1948)

### Oktober
- 01. Oktober: Klaus Jungk, deutscher Komponist und Musikwissenschaftler (* 1916)
- 01. Oktober: Paul Pena, US-amerikanischer Bluesmusiker (* 1950)
- 02. Oktober: Hamilton Camp, US-amerikanischer Schauspieler, Sänger und Songschreiber (* 1934)
- 03. Oktober: Emilinha Borba, brasilianische Sängerin und Schauspielerin (* 1923)
- 03. Oktober: Sarah Levy-Tanai, israelische Komponistin und Choreografin (* 1911)
- 03. Oktober: Alfredo Rodríguez, US-amerikanischer Jazzpianist (* 1936)
- 04. Oktober: Claudia Christina, deutsche Moderatorin und Schlagersängerin (* 1966)
- 04. Oktober: Vakhtang Jordania, georgischer Dirigent (* 1942)
- 04. Oktober: Florian Leis-Bendorff, deutscher Musiker (* 1969)
- 04. Oktober: Harold Leventhal, US-amerikanischer Musikproduzent und -manager (* 1919)
- 05. Oktober: Shirley Ellis, US-amerikanische Sängerin und Songschreiberin (* 1929)
- 06. Oktober: Warren Benson, US-amerikanischer Komponist, Perkussionist und Musikpädagoge (* 1924)
- 06. Oktober: Ray Bumatai, US-amerikanischer Schauspieler, Komiker und Musiker (* 1952)
- 08. Oktober: Sonny Fisher, US-amerikanischer Rockabilly-Sänger (* 1931)
- 09. Oktober: Billy Myles, US-amerikanischer R&B-Komponist, Sänger und Musikverleger (* 1924)
- 10. Oktober: Gardner Read, US-amerikanischer Komponist (* 1913)
- 12. Oktober: Baker Knight, US-amerikanischer Rockabilly-Musiker und Songwriter (* 1933)
- 13. Oktober: George Bishop, US-amerikanischer Saxophonist (* 1947)
- 14. Oktober: Walter E. Aschaffenburg, US-amerikanischer Komponist (* 1927)
- 14. Oktober: Oleg Lundstrem, russischer Jazz-Musiker und Orchesterleiter (* 1916)
- 17. Oktober: Jonas Aleksa, litauischer Dirigent und Musikpädagoge (* 1939)
- 18. Oktober: Franz Schillinger, deutscher Komponist und Gitarrist (* 1964)
- 20. Oktober: Shirley Horn, US-amerikanische Jazzpianistin und Sängerin (* 1934)
- 22. Oktober: Franky Gee, US-amerikanischer Sänger und Rapper (* 1962)
- 23. Oktober: Elisabeth Kales-Wallner, österreichische Operettensoubrette und Kammersängerin (* 1951)
- 24. Oktober: Ron Simmonds, kanadischer Jazzmusiker (Trompete, Piano, Gesang, Arrangement, Komposition), Musikjournalist und Radiomoderator (* 1928)
- 24. Oktober: Mira Kubasińska, polnische Bluessängerin (* 1944)
- 26. Oktober: Józef Patkowski, polnischer Komponist, Musikwissenschaftler und -pädagoge (* 1929)
- 28. Oktober: Harald Lorscheider, deutscher Komponist (* 1939)
- 28. Oktober: Fernando Quejas, kapverdischer Sänger und Songschreiber (* 1922)
- 29. Oktober: Robert Gerle, US-amerikanischer Geiger und Musikpädagoge (* 1924)
- 29. Oktober: Barbara Pittman, US-amerikanische Rockabilly-Sängerin (* 1938)
- 29. Oktober: Rodney Richardson, US-amerikanischer Jazzbassist (* 1917)
- 31. Oktober: P. Leela, indische Sängerin (* 1932, 1933 oder 1934)

### November
- 01. November: Manuel Castillo, spanischer Komponist und Musikpädagoge (* 1930)
- 01. November: Skitch Henderson, britisch-US-amerikanischer Pianist und Dirigent (* 1918)
- 02. November: Johannes Wojciechowski, deutscher Fagottist, Komponist, Arrangeur und Editor (* 1912)
- 03. November: Orlester Watson Cavanaugh, US-amerikanischer Schlagzeuger und Sänger (* 1939)
- 03. November: Adrian Rațiu, rumänischer Komponist und Musikpädagoge (* 1928)
- 04. November: Graham Payn, südafrikanisch-britischer Schauspieler, Komiker und Sänger (* 1918)
- 05. November: Dennis Armitage, britischer Jazz-Pianist, Saxophonist und Maler (* 1928)
- 05. November: Link Wray, US-amerikanischer Rockgitarrist (* 1929)
- 06. November: Francesco De Masi, italienischer Komponist und Dirigent (* 1930)
- 10. November: Richard Edlinger, österreichischer Dirigent und Komponist (* 1958)
- 13. November: Harry Gold, britischer Jazzmusiker (Saxophone, Klarinette, Oboe, Gesang, Arrangement und Komposition) (* 1907)
- 14. November: Jenő Takács, ungarisch-österreichischer Komponist, Pianist, Musikethnologe und Pädagoge (* 1902)
- 15. November: Hanne Haller, deutsche Schlagersängerin, Komponistin, Texterin, Musikproduzentin und Tonmeisterin (* 1950)
- 16. November: Roy Brooks, US-amerikanischer Jazzschlagzeuger (* 1938)
- 16. November: Douglas Tate, britischer Mundharmonikaspieler, Mundharmonikahersteller und -verkäufer, Fachbuchautor (* 1934)
- 19. November: Bob Enevoldsen, US-amerikanischer Jazz-Posaunist, Bassist und Arrangeur (* 1920)
- 20. November: James King, US-amerikanischer Opernsänger (* 1925)
- 20. November: Chris Whitley, US-amerikanischer Musiker und Songwriter (* 1960)
- 22. November: Ken Mackintosh, britischer Jazz- und Unterhaltungsmusiker (* 1919)
- 23. November: Josef Horák, tschechischer Bassklarinettist (* 1931)
- 23. November: Beverly Tyler, US-amerikanische Sängerin und Schauspielerin (* 1927)
- 25. November: Jerry Lynn Williams, US-amerikanischer Sänger und Komponist (* 1948)
- 26. November: Alberta Slim, britischer Country-Sänger (* 1910)
- 26. November: Clive Bradley, trinidadischer Komponist, Arrangeur und Musiker (* 1936)
- 26. November: Jay Owens, US-amerikanischer Blues-Gitarrist, Sänger und Songwriter (* 1947)
- 27. November: Joe Jones, amerikanischer Rhythm-and-Blues-Sänger (* 1926)
- 27. November: Lys Symonette, deutsch-US-amerikanische Musikerin, Sängerin und Komponistin (* 1914)
- 28. November: Tony Meehan, britischer Schlagzeuger und Produzent (* 1943)
- 29. November: Deon van der Walt, südafrikanischer Opernsänger (lyrischer Tenor) (* 1958)

### Dezember
- 01. Dezember: Dai-Keong Lee, US-amerikanischer Komponist (* 1915)
- 02. Dezember: Bertico Sosa, dominikanischer Komponist, Arrangeur und Pianist (* 1951)
- 03. Dezember: Lance Dossor, britisch-australischer Pianist (* 1916)
- 03. Dezember: Al Mattaliano, US-amerikanischer Jazz- und Theatermusiker (Trompete) (* 1930)
- 04. Dezember: Gloria Lasso, spanisch-französische Sängerin (* 1922)
- 05. Dezember: Ursula Buckel, deutsche Sopranistin, Lied-, Oratorien- und Kantatensängerin (* 1926)
- 05. Dezember: Stephen Mosko, US-amerikanischer Komponist, Dirigent und Musikpädagoge (* 1947)
- 05. Dezember: Harry Pepl, österreichischer Jazz-Gitarrist, Komponist und Musikpädagoge (* 1945)
- 06. Dezember: Peter Hollfelder, deutscher Pianist und Hochschullehrer (* 1930)
- 06. Dezember: Danny Williams, südafrikanischer Popsänger (* 1942)
- 08. Dezember: Donald Martino, US-amerikanischer Komponist (* 1931)
- 09. Dezember: Valérie Bak, ungarische Koloratursopranistin (* 1914)
- 09. Dezember: Eunice Norton, US-amerikanische Pianistin (* 1908)
- 10. Dezember: Ludwig Gruber, bayerischer Gstanzlsänger und Mundartdichter (* 1922)
- 11. Dezember: Pedro Licinio Valerio, dominikanischer Sänger und Gitarrist (* 1920)
- 12. Dezember: György Sándor, ungarisch-US-amerikanischer Pianist (* 1912)
- 14. Dezember: Gordon Duncan, schottischer Dudelsackspieler (* 1964)
- 14. Dezember: Gery Scott, britische Sängerin (* 1923)
- 14. Dezember: Fred Sharp, US-amerikanischer Jazzgitarrist (* 1922)
- 15. Dezember: Doc Wheeler, US-amerikanischer Jazzposaunist und Bandleader (* 1910)
- 17. Dezember: Karl M. Doll, deutscher Kirchenmusiker, Komponist und Lehrer (* 1921)
- 17. Dezember: Trevor Duncan, englischer Komponist (* 1924)
- 18. Dezember: Eduard Moissejewitsch Schafranski, russischer klassischer Gitarrist und Komponist (* 1937)
- 21. Dezember: Jean Lyons, kanadische Pianistin und Musikpädagogin (* 1921 oder 1922)
- 22. Dezember: Aurora Miranda, brasilianische Sängerin und Schauspielerin (* 1915)
- 24. Dezember: Constance Keene, US-amerikanische Pianistin und Musikpädagogin (* 1921)
- 24. Dezember: Joe Madrid, kolumbianischer Salsa- und Jazzpianist (* 1945)
- 25. Dezember: Derek Bailey, britischer Gitarrist und Improvisationsmusiker (* 1930)
- 25. Dezember: Birgit Nilsson, schwedische Opernsängerin (Sopran) (* 1918)
- 26. Dezember: Bill De Arango, US-amerikanischer Jazzgitarrist (* 1921)
- 27. Dezember: Hartmut Enke, deutscher Musiker und Bassist (* 1952)
- 29. Dezember: Jan Jirucha, tschechischer Posaunist und Jazzsänger (* 1945)
- 29. Dezember: Elizabeth Parcells, US-amerikanische Opernsängerin (Sopran) (* 1951)
- 29. Dezember: Jörg Schlick, österreichischer Konzeptkünstler, Autor, Maler, Kurator und Musiker (* 1951)
- 30. Dezember: Renato Andrade, brasilianischer Gitarrist (* 1932)
- 30. Dezember: El Indio Naborí, kubanischer Dichter, Journalist und Sänger (* 1922)
- 31. Dezember: Claude Sylvain, französische Schauspielerin und Sängerin (* 1930)

### Genaues Todesdatum unbekannt
- Arne Astrup, dänischer Jazzmusiker (Tenorsaxophon) und Diskograph (* 1922)
- Ravi Bellare, indischer Tablaspieler und Musikpädagoge, Musikwissenschaftler, Tänzer und bildender Künstler (* 1927)
- Heinz Finger, deutscher Dirigent und Musikpädagoge (* 1923)
- Phyllis Gummer, kanadische Komponistin von E-Musik (* 1919)
- Stanley Hummel, US-amerikanischer Pianist und Musikpädagoge (* 1908)
- Konrad Latte, deutscher Musiker und Überlebender des Holocaust (* 1922)
- Armin Stöwe, deutscher Keyboarder, Synthesizer- und Elektronikmusiker (* 1950)
- Wolfgang Stryi, deutscher Bass- und Kontrabassklarinettist, Tenorsaxophonist (* 1957)